# Белый Фёрдос
Белый Фёрдос (в верхнем течении — Фёрдос) — река в Пыщугском районе Костромской области России. Устье реки находится в 589 км по правому берегу реки Ветлуги. Длина реки составляет 43 км, площадь водосборного бассейна — 143 км².
Исток реки расположен в лесах в 22 км к северо-западу от Пыщуга. Река течёт на юго-восток, верхнее течение реки проходит по ненаселённому лесу. В среднем течении протекает посёлок Северный и расположенные рядом с посёлком Пыщуг деревни Белая и Таланкино. Впадает в Ветлугу выше села Михайловица.

## Данные водного реестра
По данным государственного водного реестра России относится к Верхневолжскому бассейновому округу, водохозяйственный участок реки — Ветлуга от истока до города Ветлуга, речной подбассейн реки — Волга от впадения Оки до Куйбышевского водохранилища (без бассейна Суры). Речной бассейн реки — (Верхняя) Волга до Куйбышевского водохранилища (без бассейна Оки).
По данным геоинформационной системы водохозяйственного районирования территории РФ, подготовленной Федеральным агентством водных ресурсов:
- Код водного объекта в государственном водном реестре — 08010400112110000041592
- Код по гидрологической изученности (ГИ) — 110004159
- Код бассейна — 08.01.04.001
- Номер тома по ГИ — 10
- Выпуск по ГИ — 0